# Silverapa
Silverapan (Callithrix argentata) är en art i familjen kloapor som tillhör ordningen primater. Arten tillhör undersläktet Mico som ibland godkänns som släkte.

## Utbredning
Arten lever i Brasilien i de östliga och södra delarna av det slättland som bildas av Amazonfloden. Utbredningsområdet begränsas av Rio Tapajós och Rio Cupari i väst, av Amazonfloden i norr och av floden Tocantins i öst. Habitatet utgörs av ursprungliga regnskogar, av återskapade skogar och av skogsdungar i savanner.

## Utseende
Pälsen är med undantag av en mörkare svans vitaktig till silvergrå. (Observera: Populationer med mörkare päls har under nyare tid godkänns som självständiga arter) Påfallande är de utstickande köttfärgade öronen. Kroppslängden (huvud och bål) är i genomsnitt 21,5 cm, svanslängden cirka 29 cm och vikten varierar mellan 273 och 435 g. Arten har liksom andra kloapor klor på händer och fötter istället för naglar. Kännetecknande är vita fläckar på höfterna.

## Levnadssätt
Silverapor har med sina klor bra förmåga att klättra i träd, och de är aktiva på dagen. Deras ursprungliga habitat var regnskogen, men numera förekommer de även på odlade marker. Under natten vilar de i håligheter i träden eller i tät markvegetation. Silverapor lever i små grupper och markerar sitt territorium med körtelvätska. Främmande individer jagas iväg med skrik och ansiktsmimik. Ibland förekommer blandade flockar med individer av släktet tamariner.

## Föda
Födan består huvudsaklig av trädens vätskor och naturgummi. I mindre omfattning äter de även insekter, mindre ryggradsdjur, fågelägg och frukt.

## Fortplantning
Efter dräktigheten som varar omkring 145 dagar, föder honan oftast två (sällan ett eller tre) ungdjur. Som hos flera andra kloapor hjälper fadern och andra medlemmar i gruppen till vid uppfostringen. Efter sex månader slutar honan att ge di, och efter ett år blir ungarna könsmogna.

## Hot
På grund av artens anpassningsförmåga till människan är den inte hotad. Ibland jagas några individer, om de orsakar mycket skador på plantager.